# 広島県立呉特別支援学校
広島県立呉特別支援学校（ひろしまけんりつ くれとくべつしえんがっこう）は、広島県呉市焼山北にある県立特別支援学校。

## 学部
- 小学部
- 中学部
- 高等部

## 沿革
学校公式サイトの「沿革」PDFにも記されていない日付については、江能分級公式サイトにある「沿革／校歌／校章／校訓」の記述を参考にしている。
- 1979年（昭和54年）4月1日 - 広島県立呉養護学校として開校。
- 1979年（昭和54年）4月10日[2] - 呉市安浦町（当時豊田郡安浦町）にある安浦病院の敷地内に安浦分級を開設。
- 1979年（昭和54年）7月 - 東広島市黒瀬町に黒瀬分級を開設。
- 1980年（昭和55年）4月1日 - 高等部を設置。江能分級を開設。
- 1982年（昭和57年）4月1日 - 江能分級にも高等部を設ける。
- 1988年（昭和63年）4月 - 黒瀬分級が独立し、広島県立黒瀬養護学校（現・広島県立黒瀬特別支援学校）となる。同時に、安浦分級も黒瀬養護学校の分級となる。
- 2007年（平成19年）4月1日 - 校名を広島県立呉養護学校から広島県立呉特別支援学校に変更。
- 2009年（平成21年）5月 - 創立30周年記念式典ならびに記念公演を挙行。
- 2010年（平成22年）7月20日 - 江能分級の創立30周年記念式典を挙行。